# Helius (Helius) catreus
Helius (Helius) catreus is een tweevleugelige uit de familie steltmuggen (Limoniidae). De soort komt voor in het Oriëntaals gebied.